# Région de Goyder
La région de Goyder est une zone d'administration locale située au nord d'Adélaïde dans l'État d'Australie-Méridionale, en Australie. 

## Localités
La principale localité de la région est Burra.
Les autres sont : Aberdeen, Apoinga, Australia Plain, Baldina, Baldry, Booborowie, Bower, Brady Creek, Braemar (Station), Bright, Brownlow, Buchanan, Bundey, Burra, Burra Eastern Districts, Burra North, Canowie, Canowie Belt, Collinsville, Copperhouse, Deep Creek, Dutton, Emu Downs (Hill), Eudunda, Farrell Flat, Franklyn, Frankton, Geranium Plains, Gum Creek, Hallelujah Hills, Hallet, Hampden, Hansborough, Hanson, Julia, Ketchowla, Koonoona, Kooringa, Leighton, Mallet (Reservoir), Mongolata, Mount Bryan, Neales, Neath Vale, Ngapala, North Booborwie, Pandappa, Peep Hill, Point Pass, Porter Lagoon, Robertstown, Rocky Plain, Steinfeld, Sutherlands, Terowie, Thistle Beds, Tracy, Ulooloo, Whyte-Yarcowie, Willalo, Worlds End, Worlds End Creek, Yarcowie et Yongala Vale.